# Sint Hubertuspark

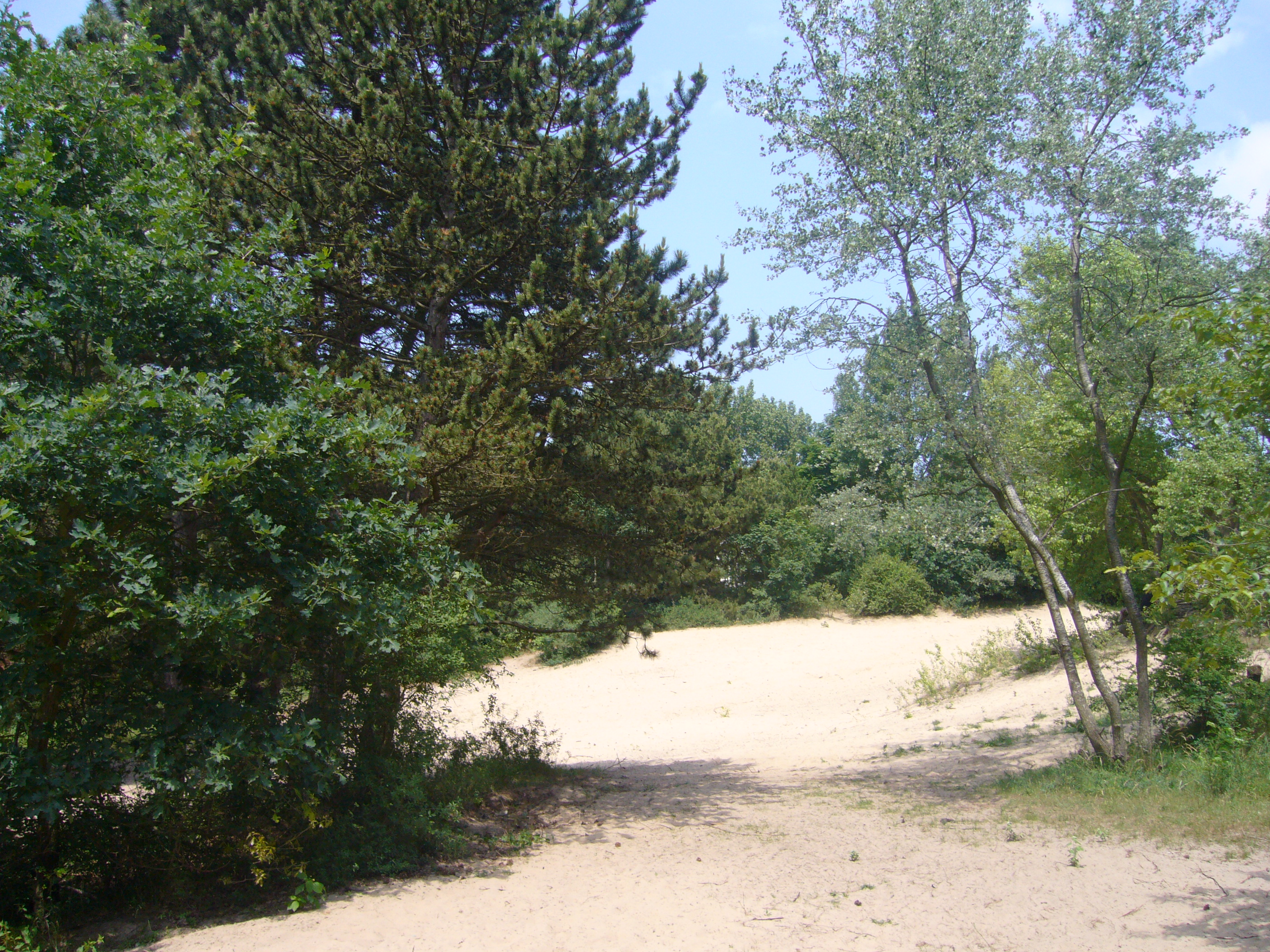
Hubertusduin

Het Sint Hubertuspark is een park in Den Haag met een oppervlakte van 17,7 ha.

## Duinlandschap
Dit gebied lag eeuwenlang buiten Den Haag en vormde één geheel met de Oostduinen en Meijendel. De oorspronkelijke naam van het deel dat nu als het Hubertuspark bekendstaat, is 'Petit Sint Hubert'. Het was jong duinlandschap waar gejaagd werd. Volgens een theorie is het gebied vernoemd naar Huybert Wouters. Op een kaart van 1629, gemaakt door Henricus Hondius, staat het “Huybert Wouters laentje” aangegeven op de weg die van de Denneweg naar het gebied leidt. Ook op een kaart van Willem Blaeu uit 1631 is dit het geval. Mogelijk is in latere tijd, toen de oorsprong van de naam niet meer duidelijk was, of simpelweg om de naam chiquer te laten klinken, om die reden het gebied vernoemd naar Sint-Hubertus, de beschermheilige van jagers. Op een kaart uit 1660 staat een boerderij met de naam "In Sint Huijbert'. In de negentiende eeuw woonde de jachtopziener in 'Villa Zwitserland' aan de Kwekerijweg.
Het jonge duinlandschap heeft veel reliëf en de grond is kalkarm. Het bos werd afgewisseld door grote zandvlakten en resten van oude zandverstuivingen. 

In 1880 gaf de gemeente toestemming om het terrein te gebruiken voor buskruitproeven en als oefenterrein voor de artillerie. Dit duurde tot 1923. Daarna groeide het besef dat dit gebied te intensief wordt gebruikt en dat de natuur beschermd dient te worden. Het Sint Hubertuspark maakt deel uit van Rijksbeschermd gezicht 's-Gravenhage - Westbroekpark.

## Aanleg van het park

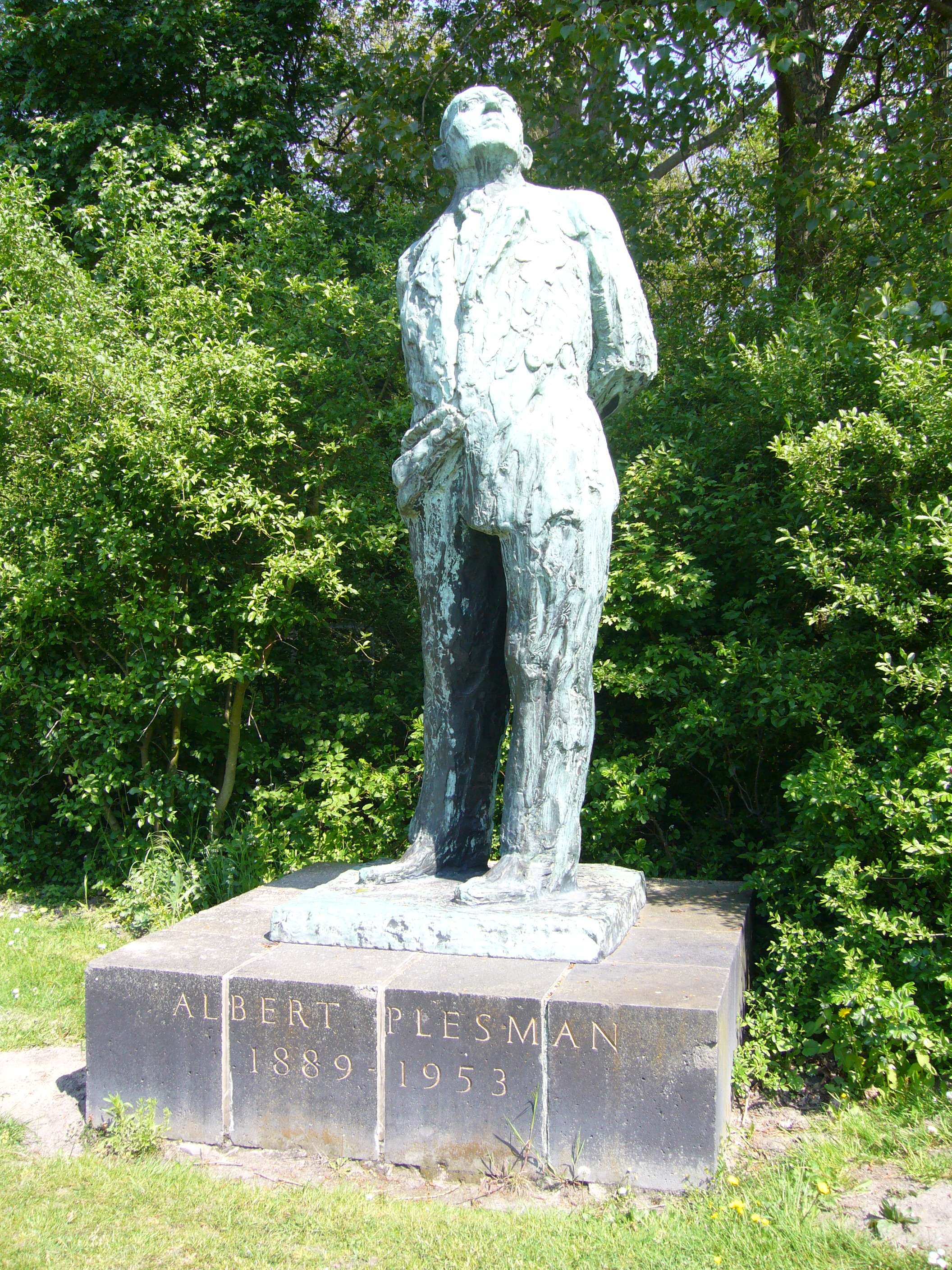
Albert Plesman

In 1931 maakte de Haagse School-architect Co Brandes een inrichtingsplan waarin een park voorzien wordt met een kleine villawijk met zeven huizen. De gemeente legde, met hulp van vele werkelozen, ook een 30 meter hoge kunstmatige duintop aan, vanwaar men op 40 meter boven NAP uitziet over Den Haag en de zee; de heuvel wordt wel de Bloedberg genoemd. In 1934 was deze gereed en werd hij opengesteld voor het publiek. Ook de rest van het park, de paden en zichtassen, werden in die jaren aangelegd. Karakteristiek voor het landschap zijn de open zandvlakten met een geleidelijke overgang via struweel naar bos. Ook de Sint-Hubertusweg werd toen aangelegd, maar de villa's zijn er pas na de Tweede Wereldoorlog gekomen. Voor de aanleg van het Hubertusviaduct in de jaren 1968-1970 moest het park ongeveer 1½ hectare bos prijsgeven.

## Aanleg van de villawijk
Na de oorlog was er maar weinig van het jonge hout over, en de bunkers die er gebouwd waren zijn weggehaald. De villawijk is iets groter geworden dan Co Brandes heeft voorzien. Tussen 1951 en 1962 zijn er twee huizen op de Kwekerijweg gebouwd en elf huizen aan de Hubertusweg.

In 1958 werd het standbeeld van Albert Plesman aan de ingang van de Hubertusweg geplaatst.

## Hubertusviaduct
In 1968 is met de bouw van het Hubertusviaduct een deel van het park verloren gegaan. In 1970 werd het viaduct in gebruik genomen.

## Hubertustunnel
In 2000 maakte de gemeente bekend een tunnel te willen graven tussen de Landscheidingsweg en het Hubertusviaduct: de Hubertustunnel. Deze zou onder de Van Alkemadelaan doorgaan, onder huizen langs de Wassenaarseweg en de Van Voorschotenlaan en onder het Hubertusduin. De uitrit zou bij de Raamweg zijn. Na jaren van protesten is in 2004 begonnen met de aanleg van de tunnel. Op aandringen van onder andere de Haagse Natuurbescherming is het een geboorde tunnel geworden, die op een diepte van 20 meter onder de huizen en duinen doorgaat. Zo hoefde er geen sleuf te worden gegraven door de kwetsbare natuur. De tunnel is op 1 oktober 2008 geopend door minister Eurlings van Verkeer en Waterstaat.

## Trivia
- De "Parkenroute" is een fietsroute die verschillende Haagse groengebieden met elkaar verbindt. Hoewel de Parkenroute door het Hubertuspark loopt, mag er op dat deel van de fietsroute niet gefietst worden.
- Langs het park en een stukje van de Kwekerijweg reed tussen 1924 & 1957 de Blauwe Tram. De baan ging achter het voormalig KLM-gebouw langs, en er was een halte. Daar is deels nu een fietspad, maar de baan was er naast, waar nu de moderne aanbouw van het KLM-staat. Vanaf de Raamweg reed de Blauwe Tram hierlangs en daarna door de Nieuwe Scheveningse Bosjes naar Scheveningen. Voor 1924 reed de stoomtram daar al, maar toen was het Hubertuspark er nog niet.[3]

## Toegang
Het park is vrij toegankelijk. Paardrijden is toegestaan mits op de ruiterpaden. Er zijn toegangen tot het park vanaf de volgende straten: Kwekerijweg, Plesmanweg, Sint Hubertusweg, Waalsdorperweg, Klatteweg en Van Voorschotenlaan.